# Elisabeth Moss
Elisabeth Moss (født 24. juli 1982) er en amerikansk skuespillerinde. Hun har medvirket i bl.a. tv-serien Mad Men som Peggy Olsson, i filmen The Square samt havde hovedrollen i HBO-serien The Handmaid's Tale.

## Filmografi

### Film
| År   | Titel                           | Rolle                | Noter            |
| ---- | ------------------------------- | -------------------- | ---------------- |
| 1991 | Suburban Commando               | Lille pige           |                  |
| 1993 | Once Upon a Forest              | Michelle             | Stemme           |
| 1993 | Recycle Rex                     | Ukendt               | Stemme, kortfilm |
| 1994 | Imaginary Crimes                | Greta Weiler         |                  |
| 1995 | Separate Lives                  | Ronni Beckwith       |                  |
| 1995 | The Last Supper                 | Jenny Tyler          |                  |
| 1997 | A Thousand Acres                | Linda                |                  |
| 1998 | Angelmaker                      | Little Turcott       | Kortfilm         |
| 1999 | The Joyriders                   | Jodi                 |                  |
| 1999 | Mumford                         | Katie Brockett       |                  |
| 1999 | Anywhere but Here               | Rachel               |                  |
| 1999 | Girl, Interrupted               | Polly 'Torch' Clark  |                  |
| 2002 | West of Here                    | Cherise              |                  |
| 2002 | Heart of America                | Robin Walters        |                  |
| 2003 | Temptation                      | Wind, Morgan         |                  |
| 2003 | Virgin                          | Jessie Reynolds      |                  |
| 2003 | The Missing                     | Anne                 |                  |
| 2005 | Bittersweet Place               | Paulie Schaffer      |                  |
| 2007 | The Attic                       | Emma Callan          |                  |
| 2007 | They Never Found Her            | Anna                 | Short film       |
| 2007 | Day Zero                        | Patricia             |                  |
| 2007 | Honored                         | Katie                | Short film       |
| 2008 | El camino                       | Lily                 |                  |
| 2008 | New Orleans, Mon Amour          | Hyde                 |                  |
| 2009 | Did You Hear About the Morgans? | Jackie Drake         |                  |
| 2010 | A Buddy Story                   | Susan                |                  |
| 2010 | Get Him to the Greek            | Daphne Binks         |                  |
| 2011 | Green Lantern: Emerald Knights  | Arisia Rrab          | Voice            |
| 2012 | Smoking/Non-Smoking             | Diana Whelan         |                  |
| 2012 | Darling Companion               | Grace Winter         |                  |
| 2012 | On the Road                     | Galatea Dunkel       |                  |
| 2014 | Listen Up Philip                | Ashley               |                  |
| 2014 | The One I Love                  | Sophie               |                  |
| 2015 | Queen of Earth                  | Catherine            | Også producer    |
| 2015 | Meadowland                      | Shannon              |                  |
| 2015 | Truth                           | Lucy Scott           |                  |
| 2015 | High-Rise                       | Helen Wilder         |                  |
| 2016 | The Free World                  | Doris Lamb           |                  |
| 2016 | Chuck                           | Phyllis Wepner       |                  |
| 2017 | Mad to Be Normal                | Angie Wood           |                  |
| 2017 | Tokyo Project                   | Claire               | Short film       |
| 2017 | The Square                      | Anne                 |                  |
| 2018 | The Seagull                     | Masha                |                  |
| 2018 | The Old Man & the Gun           | Dorothy              |                  |
| 2018 | Her Smell                       | Becky Something      | Also producer    |
| 2019 | Light of My Life                | Mom                  |                  |
| 2019 | Us                              | Kitty Tyler / Dahlia |                  |
| 2019 | The Kitchen                     | Claire Walsh         |                  |
| 2020 | Shirley                         | Shirley Jackson      | Also producer    |
| 2020 | The Invisible Man               | Cecilia Kass         |                  |
| 2021 | The French Dispatch             | Alumna               |                  |
| 2023 | Next Goal Wins                  | Gail                 |                  |
| 2024 | Shell                           | Samantha             |                  |